# Chipata (Zambia)
Chipata is de hoofdstad van de Oostprovincie in Zambia. 

## Ligging
Chipata ligt ongeveer 570 km ten oosten van de hoofdstad Lusaka. De stad ligt op een hoogte van 1180 meter boven zeeniveau nabij de grens met Malawi, aan de Great East Road of T-4, die de hoofdsteden Lilongwe (150 km naar het oosten) en Lusaka met elkaar verbindt.
Chipata beschikt over een markt, een centraal ziekenhuis, winkelcentra, een universiteit en enkele hogere beroepsopleidingen. Chipata is het zakelijk en administratief centrum van de regio. Er is een viersterrenhotel, een golfbaan die uit 1906 dateert, een vliegveld, enkele moskeeën en kerken. De stad is een geschikt uitgangspunt voor tochten naar het South Luangwa National Park.
Chipata is het regionale centrum van het Ngoni-volk van Zambia. De Ngoni namen de talen over van de volken die zij versloegen, zodat Chewa en Nsenga de belangrijkste talen zijn. Daarnaast wordt ook Tumbuka en Engels door vrij veel mensen gesproken, en ook enkele Indiase talen omdat ook mensen van Indiase afkomst in de stad wonen.

## Geschiedenis
De naam van de stad is afgeleid van een woord uit de Ngoni-taal: "Chimpata" wat betekent "grote ruimte," refererend aan de ligging in een ondiepe vallei tussen heuvels. De naam van de in het centrum gelegen wijk Kapata betekent in het Ngoni "kleine ruimte".
Chipata begon zijn formele bestaan in 1899 als de Britse vestiging Fort Jameson (informeel "Fort Jimmy"), genoemd naar Leander Starr Jameson, een 19e-eeuws Brits politicus en avonturier. Zelfs in de koloniale tijd waren maar weinigen het ermee eens dat naar hem een stad genoemd kon worden. Hij stond namelijk vooral bekend om de beruchte Jameson Raid. Net als enkele andere plaatsen in Zambia werd het een fort genoemd omdat de plaatselijke overheidskantoren ooit gefortificeerd waren.
Fort Jameson was de hoofdstad van het Britse protectoraat North-Eastern Rhodesia, dat tussen 1900 en 1911 bestond.

## Bevolking en economie
Het aantal inwoners bedroeg in 2010 ongeveer 116.600; voor 2018 werd het aantal geschat op rond 139.000 personen. Chipata is in bevolkingsaantal de negende stad van het land. De belangrijkste bevolkingsgroepen zijn de Chewa, Tumbuka, Ngoni en de Nsenga.
Chipata is een marktplaats met regionale betekenis. In de wijde omtrek zijn slechts Tete in Mozambique en Lilongwe in Malawi ermee vergelijkbaar. Grensoverschrijdend transport naar Malawi gaat door Chipata, in de stad zijn ondernemingen en banken gevestigd. 
Safari's naar de beschermde natuurgebieden in het dal van de Luangwa starten hier. Er zijn dan ook hotels en restaurants. Een oogstfeest, de Nc'wala-ceremonie van de Ngoni, vindt jaarlijks in februari plaats in de buitenwijk Mutenguleni.

## Onderwijs
Naast een aantal scholen voor primair en voortgezet onderwijs, is er een beroepsopleiding voor leraren, een handelsopleiding, een opleiding voor verpleegkundigen en de DMI-St. Eugene University.

## Religie
Sinds 1959 is Chipata de zetel van een rooms-katholiek bisdom.

## Transport
In augustus 2011 is een spoorverbinding met Malawi geopend. Deze korte verbinding van ongeveer 35 km lengte geeft een doorgang voor railtransport naar de havenstad  Nacala in Mozambique aan de Indische Oceaan. Deze route geeft een alternatief voor twee bestaande verbindingen naar de Indische Oceaan, met Dar es Salaam en Beira.

## Klimaat
De omgeving van Chipata heeft een tropisch savanneklimaat. De warmste maanden zijn oktober en november met maximumtemperaturen overdag van rond 32°C. In juni en juli ligt het maximum op 25°C. De jaarlijkse neerslaghoeveelheid ligt rond 1017 mm, de natte tijd duurt van november t/m maart. In de natste maand, januari, valt ruim 250 mm regen. In juli, augustus en september valt (vrijwel) niets.

## Geboren
- Fashion Sakala (14 maart 1997), voetballer